# リアルディライト
リアルディライト（Real Delight、1949年 - 1969年）は、アメリカ合衆国のサラブレッドの競走馬、および繁殖牝馬。1952年の牝馬路線で活躍し、3歳ながら同年の最優秀古牝馬にも選ばれた。1987年にアメリカ競馬殿堂入りを果たした。

## 経歴
当時のアメリカ合衆国における名門オーナーブリーダーであったカルメットファームの生産した馬で、牧場の主力種牡馬であった父ブルリーと、ステークス競走6勝の戦績を持つ母ブルーディライトの間に産まれた産駒である。
カルメットファームの所有のもと、同牧場のゼネラルマネージャーを務めていたベン・ジョーンズの息子であるホレース・ジョーンズ調教師に預けられた。牝馬ながらも体格に優れ、その体高は17ハンド（約172.72センチメートル）もあった。しかしその体格は脚に大きな負担をかけており、2歳になって競走馬デビューを目前に控えたころに膝の故障を発症し、デビューは翌年までお預けとなった。
1952年になって、リアルディライトは初の競馬場デビューを迎えた。初戦となった年初のオプショナルクレーミング競走を楽勝し、また翌戦の下級条件戦でも難なく勝ち、続いてのアッシュランドステークスでも勝って3連勝、初のステークス競走勝ちも収めた。
牡馬と初の対戦となった4戦目において、アタマ差で初の敗北を喫したが、以後同年は負けなしの連勝街道が続いていった。以後ケンタッキーオークス、ピムリコオークス、コーチングクラブアメリカンオークスと大競走を次々と制覇していった。
この年最終戦のベルデイムステークスでは同時期の名牝ベッドオローゼズとの対決が期待されたが、この年の競走は出走馬が多かったために分割競走となり、それぞれ違う競走に割り振られてしまい、対決が実現することはなかった。リアルディライトはアグリームなどを破ってこれを優勝し、連勝でその年を締めくくった。
出走した競走は12競走で、そのうちの一般戦での敗北を除いて11勝を挙げる大活躍を見せた。この活躍により、同年の年度代表馬表彰において最優秀3歳牝馬、さらには3歳馬ながら最優秀古牝馬の座を獲得した。
しかし、翌年の4歳シーズンは初戦を落として連勝が止まる幸先の悪いスタートを切った。翌戦のアーリントンメイトロンハンデキャップこそ制するものの、次走で再び敗れ、その競走を最後に競走生活を引退した。
リアルディライトが3歳時に優勝したケンタッキーオークス・ピムリコオークス・コーチングクラブアメリカンオークスの3競走は、ニューヨーク牝馬三冠の成立する以前に牝馬三冠競走と呼ばれていた。そのため、リアルディライトは1948年に同3競走を制したウィストフルと同様に、「初期牝馬三冠馬」と呼ばれることがある。ただし、現代の牝馬三冠の概念の登場以降はほとんど使われなくなった呼称でもある。

## 引退後
カルメットファームに戻ったリアルディライトは、ここで1969年に没するまでに10頭の産駒を送り出した。自身の競走成績からすると物足りない結果ではあったものの、全部で3頭のステークス競走勝ち馬を出している。
リアルディライトの産駒の中でもっとも重要な馬として、プラムケーキ（Plum Cake 1958年生、牝馬、父ポンダー）の名が挙がる。プラムケーキは現役時代に21戦8勝を挙げ、ジャスミンステークスでステークス競走勝ちを収めた馬であるが、それ以上に繁殖牝馬としての実績が大きかった。プラムケーキの産駒は8頭が競走馬として勝ち上がりを決め、うち3頭がステークス競走で優勝している。その産駒もまた繁殖牝馬として優れ、プラムケーキの孫世代だけでアリダーなど4頭のG1馬が存在する。その牝系は現在も残っている。
このほかではスプリングサンシャイン（Spring Sunshine 1974年生、牝馬、父ナシュア）などがいる。同馬はリアルディライトの産駒でもっとも賞金を多く稼いだ（61370ドル）競走馬で、繁殖牝馬としても2頭のグレード競走勝ち馬を出している。またヘリオライト（Heliolight 1957年生、牝馬、父Helioscope）の曾孫のレガシーオブストレングスは繁殖牝馬として日本に輸入され、子孫からスティンガーやレッドファルクスなどの活躍馬が出ている。
のちの1987年、アメリカ競馬名誉の殿堂博物館はリアルディライトを殿堂馬の一頭として選定したことを発表した。

## 評価

### 主な勝鞍
※当時はグレード制未導入
1952年（3歳） 12戦11勝
アッシュランドステークス、ケンタッキーオークス、ピムリコオークス、コーチングクラブアメリカンオークス、モデスティハンデキャップ、ビヴァリーハンデキャップ、クレオパトラステークス、ベルデイムステークス
1953年（4歳） 3戦1勝
アーリントンメイトロンハンデキャップ

### 年度代表馬
- 1952年 - アメリカ最優秀3歳牝馬、最優秀古牝馬

### 表彰
- 1987年 - アメリカ競馬名誉の殿堂博物館により、殿堂馬として選定される。

## 血統表
| リアルディライトの血統（テディ系 / Spearmint 4x4=12.50%） | リアルディライトの血統（テディ系 / Spearmint 4x4=12.50%） | リアルディライトの血統（テディ系 / Spearmint 4x4=12.50%） | （血統表の出典）      | （血統表の出典） |
| 父 Bull Lea 1935 青鹿毛 アメリカ                          | 父の父Bull Dog 1927 青鹿毛 フランス                       | Teddy                                                     | Ajax                  | Ajax             |
| 父 Bull Lea 1935 青鹿毛 アメリカ                          | 父の父Bull Dog 1927 青鹿毛 フランス                       | Teddy                                                     | Rondeau               |                  |
| 父 Bull Lea 1935 青鹿毛 アメリカ                          | 父の父Bull Dog 1927 青鹿毛 フランス                       | Plucky Liege                                              | Spearmint             | Spearmint        |
| 父 Bull Lea 1935 青鹿毛 アメリカ                          | 父の父Bull Dog 1927 青鹿毛 フランス                       | Plucky Liege                                              | Concertina            |                  |
| 父 Bull Lea 1935 青鹿毛 アメリカ                          | 父の母Rose Leaves 1916 青鹿毛 アメリカ                    | Ballot                                                    | Voter                 | Voter            |
| 父 Bull Lea 1935 青鹿毛 アメリカ                          | 父の母Rose Leaves 1916 青鹿毛 アメリカ                    | Ballot                                                    | Cerito                |                  |
| 父 Bull Lea 1935 青鹿毛 アメリカ                          | 父の母Rose Leaves 1916 青鹿毛 アメリカ                    | Colonial                                                  | Trenton               | Trenton          |
| 父 Bull Lea 1935 青鹿毛 アメリカ                          | 父の母Rose Leaves 1916 青鹿毛 アメリカ                    | Colonial                                                  | Thankful Blossom      |                  |
| 母 Blue Delight 1938 青鹿毛 アメリカ                      | 母の父Blue Larkspur 1926 鹿毛 アメリカ                    | Black Servant                                             | Black Toney           | Black Toney      |
| 母 Blue Delight 1938 青鹿毛 アメリカ                      | 母の父Blue Larkspur 1926 鹿毛 アメリカ                    | Black Servant                                             | Padula                |                  |
| 母 Blue Delight 1938 青鹿毛 アメリカ                      | 母の父Blue Larkspur 1926 鹿毛 アメリカ                    | Blossom Time                                              | North Star            | North Star       |
| 母 Blue Delight 1938 青鹿毛 アメリカ                      | 母の父Blue Larkspur 1926 鹿毛 アメリカ                    | Blossom Time                                              | Vaila                 |                  |
| 母 Blue Delight 1938 青鹿毛 アメリカ                      | 母の母Chicleight 1926 青鹿毛 アメリカ                     | Chicle                                                    | Spearmint             | Spearmint        |
| 母 Blue Delight 1938 青鹿毛 アメリカ                      | 母の母Chicleight 1926 青鹿毛 アメリカ                     | Chicle                                                    | Lady Hamburg          |                  |
| 母 Blue Delight 1938 青鹿毛 アメリカ                      | 母の母Chicleight 1926 青鹿毛 アメリカ                     | Ruddy Light                                               | Honeywood             | Honeywood        |
| 母 Blue Delight 1938 青鹿毛 アメリカ                      | 母の母Chicleight 1926 青鹿毛 アメリカ                     | Ruddy Light                                               | Washoe Belle F-No.9-c |                  |

## 備考
1. 1 2  The History of Thoroughbred Racing in America - p.450